# Sơn Trung, Sơn Hà
Sơn Trung là một xã thuộc huyện Sơn Hà, tỉnh Quảng Ngãi, Việt Nam.
Xã Sơn Trung có diện tích 25,51 km², dân số năm 1999 là 2507 người, mật độ dân số đạt 98 người/km².